# 华南理工大学设计学院
华南理工大学设计学院是华南理工大学下属的学院，成立于2010年6月。

## 历史沿革
华工设计学院的历史可追溯至华南工学院建校初期。工业设计及图学研究所的前身为1952年华南工学院建校初期成立的机械系工程画教研组和土木工程系的制图教研组；1960年，两教研组合并成立制图教研室；2002年3月，与机电工程系和工业培训中心合并成立机械工程学院，制图教研室更名为工业设计及图学研究所:455。艺术设计系建立于2004年7月艺术学院成立之时。新型建筑材料与装饰设计专业是材料科学与工程学院下设的一个专业方向。2010年6月，为培养设计类专门人才以及推进工业设计产业的发展，上述三单位合并组建为设计学院。2011年8月，学院获批成为中国大陆首批设计学一级学科硕士学位授权点。

## 组织机构

### 教学机构
- 工业设计系
- 环境设计系
- 信息与交互设计系
- 服装与服饰系
- 实验中心
- 美术教育中心

### 专业机构
- 学院学术分委员会
- 学院学位评定分委员会
- 学院人才引进小组

### 学院领导
- 院长：肖毅强
- 党委书记：刘祥富
- 副院长：梁明捷、张瑞秋
- 党委副书记、纪委书记：陈木龙

## 学术科研

### 学科门类
截至2020年8月，设计学院共有如下的研究生学位授权点和本科专业：
- 硕士学位授权点：设计学（授工学学位）、设计学（授艺术学学位）
- 专业硕士学位授权点：工业设计工程
- 本科专业：工业设计、产品与造型设计、陶瓷艺术与设计、环境艺术设计、公共艺术与设计、服装与服饰设计、服装设计与表演

### 研究中心
- 实验教学中心（属国家级文科综合实验教学示范中心[6]、省级实验教学示范中心）
- 人机交互工程技术研究中心
- 创意与可持续设计研究院
- 当代艺术空间
- 中国版画研究所
- 微观艺术研究所